# Національний парк Гуачаро
Національний парк Гуа́чаро (ісп. Parque nacional del Guácharo) — національний парк в венесуельському штаті Монагас. Головною пам'яткою парку є печера Гуачаро (Cueva del Guácharo), за 12 км від містечка Каріпе, в якій мешкають тисячі птахів гуахаро (guácharo, наукова назва Steatornis caripensis). Печера та ці птахи були відкриті Александром фон Гумбольдтом, йому зараз присвячений музей у парку.

## Печера
Печера Гуа́чаро (ісп. Cueva del Guácharo)  також відома під іменем Александра фон Гумбольдта. Печера складається з осадових порід, що мають вік близько 130 млн років, та має довжину близько 10,2 км.
Назва печери означає назву нічного птаха, гуахаро (що є невірною транскрипцією іспанського слова guácharo), ці птахи мешкають в печері, та залишають її тільки вночі, шукаючи фрукти. Екскременти цих птахів у великій мірі визначають всю екосистему печери.
Біля печери знаходиться музей Гумбольдта, де можна почути розповіді про печеру, про гуахаро і про барона Гумбольдта, який відкрив печеру в 1799 році. Довжина туристичного маршруту становить 1 500 м, маршрут починається з основного входу в печеру висотою 23 і шириною 28 м.